# Hyen, Norge
För sjön i Sverige, se Hyen
Hyen är kyrkbyn i Hyens socken i Gloppens kommun i Vestland fylke i västra Norge. Den ligger i den innersta delen av Hyefjorden. Bygden har en befolkning på omkring 600 personer. Namnet Hyen kommer från det fornnordiska Hýi, som var det ursprungliga namnet på fjorden. Namnets betydelse är oklar.
I Hyen ligger Hyens för- och grundskola och Hyens kyrka. Orten har vägförbindelse genom fylkesväg 615 med centralorten Sandane i öster och med Storebru i Eikefjords socken i väster.
Huvudnäringen i Hyen är jordbruk, men det bedrivs också fiske och industriverksamhet. Det största företaget är skeppsvarvet Brødrene Aa.

## Bildgalleri

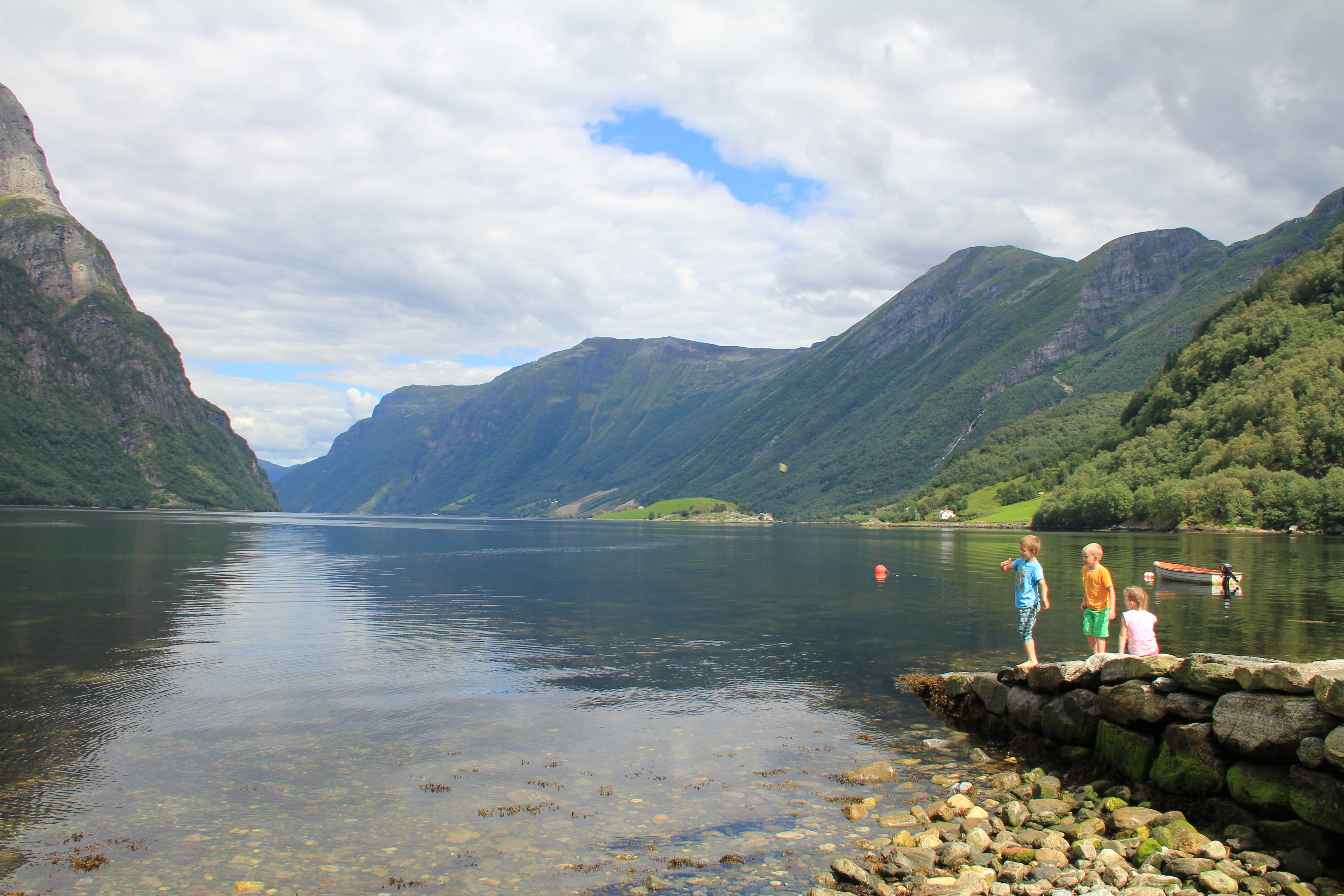
Hyefjorden sedd från Straume i Hyen.
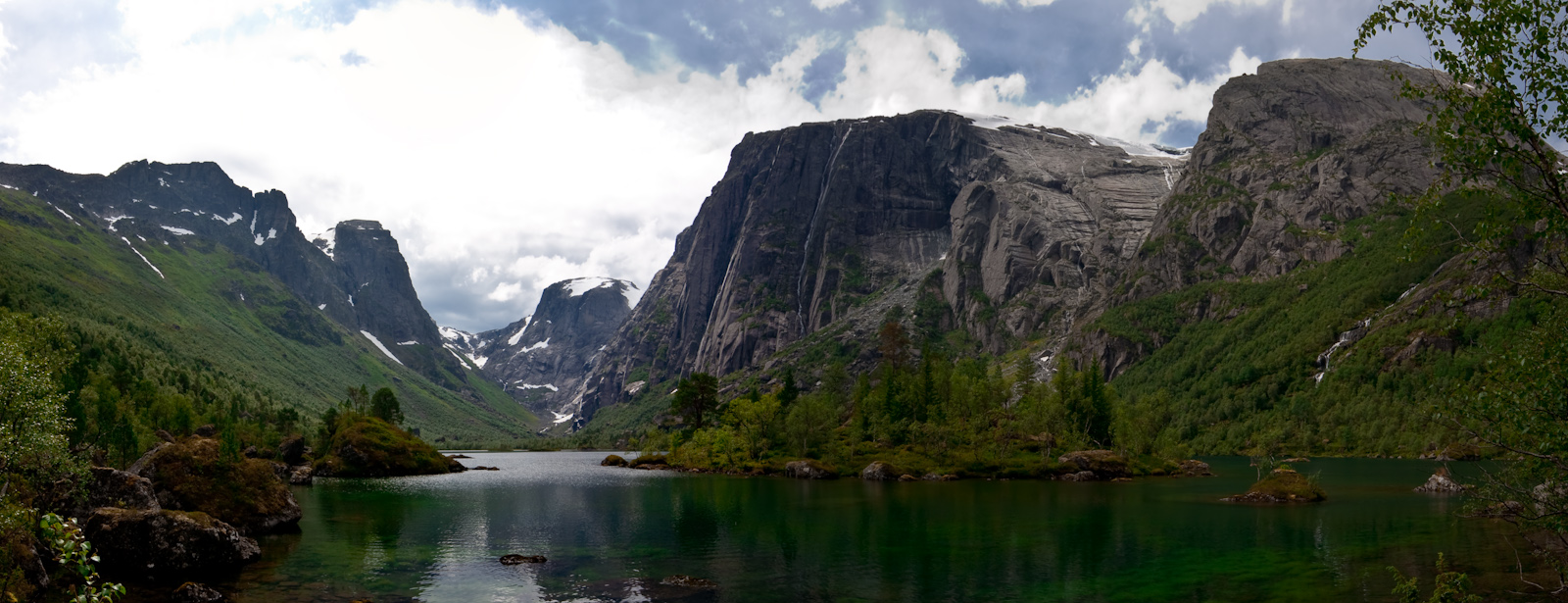
Skjerdalsbotnen.
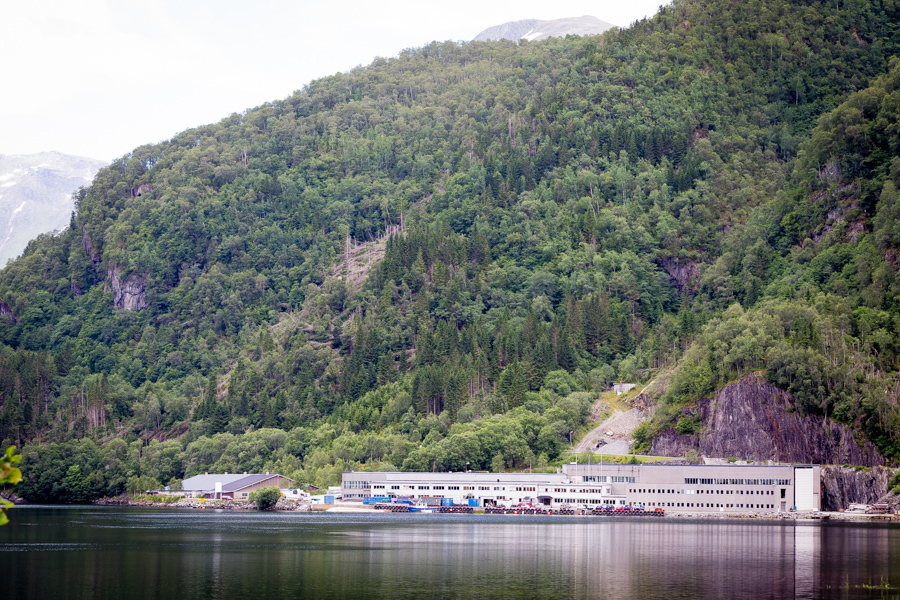
Skeppsvarvet Brødrene Aa.
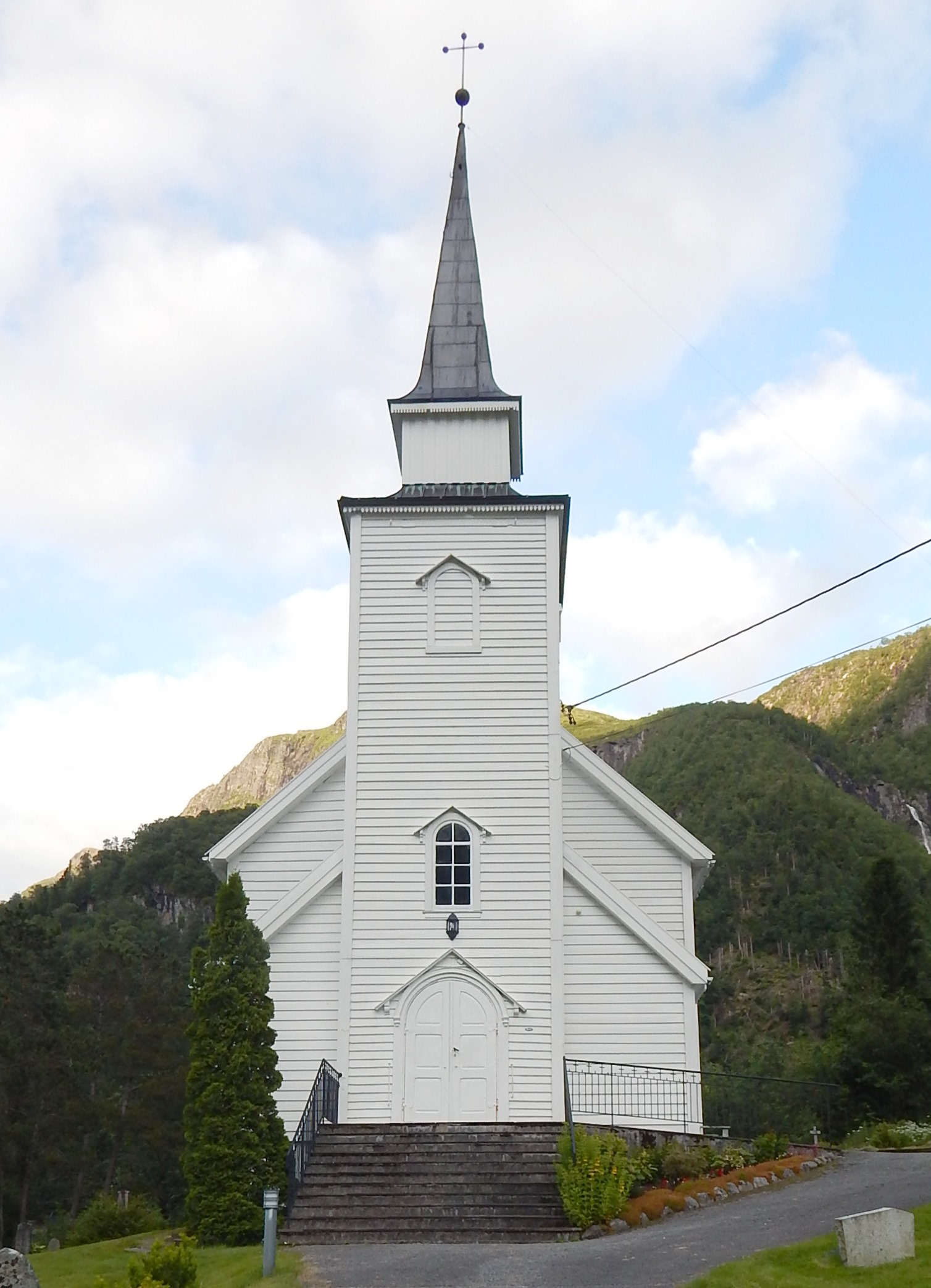
Hyens kyrka.
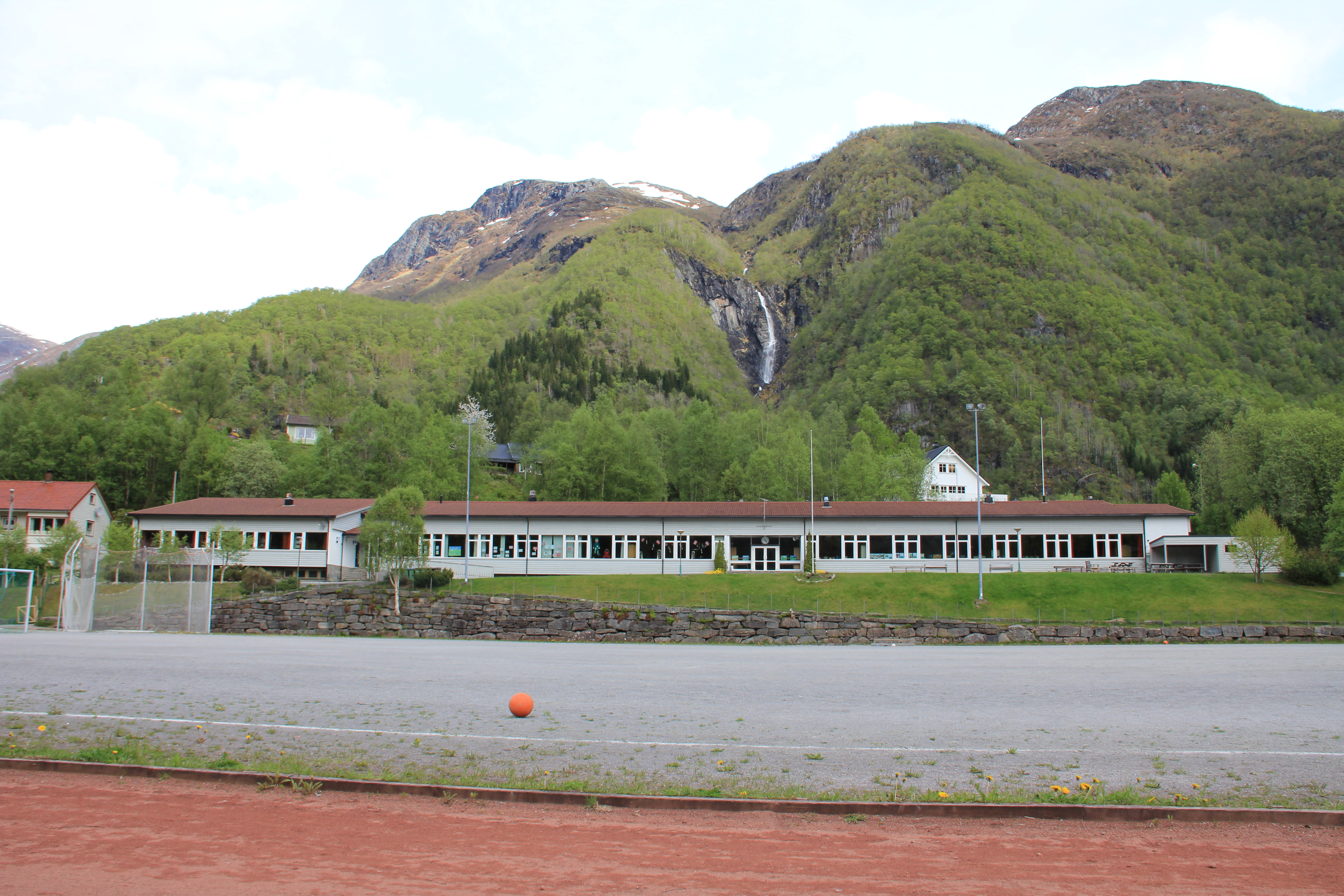
Hyens skola.